# Mistrzowie strongman: Gruzja
Mistrzowie strongman: Gruzja - indywidualne, doroczne zawody siłaczy, organizowane w Gruzji od 2009 r.

## Mistrzowie
| Rok  | Mistrz          | Wicemistrz     | Drugi Wicemistrz  |
| ---- | --------------- | -------------- | ----------------- |
| 2009 | Sulchan Echwaia | Dawit Zumbadze | Amiran Doghonadze |